# Риклинг
Риклинг (нем. Rickling) — община в Германии, в земле Шлезвиг-Гольштейн. 
Входит в состав района Зегеберг. Подчиняется управлению Риклинг.  Население составляет 3244 человека (на 31 декабря 2010 года). Занимает площадь 38,94 км².